# Parcy-et-Tigny
 Parcy-et-Tigny  là một xã ở tỉnh Aisne, vùng Hauts-de-France thuộc miền bắc nước Pháp.